# Frank Turner (cestista)
Frank Rahim Turner (Atlantic City, 25 maggio 1988) è un ex cestista statunitense.

## Palmarès
- Campionato olandese: 1

EiffelTowers: 2011-12
- Campionato macedone: 1

MZT Skopje: 2020-2021
- Coppa di Polonia: 1

Trefl Sopot: 2013
- Coppa di Bulgaria: 1

Rilski Sportist: 2016
- Coppa di Macedonia: 1

MZT Skopje: 2021
- Supercoppa polacca: 1

Trefl Sopot: 2012